# Michel Empain
Michel Edouard André Empain (Ukkel, 10 januari 1941 – 5 maart 2000) was een Belgisch schrijver, lid van de familie van industriëlen Empain.

## Levensloop
Empain was een van de vier kinderen van Louis-Jean Empain (1908-1976) en van Geneviève Hone (1909-2008). Hij trouwde in 1970 met Hélèna-Anni Belzer (1941), met wie hij een dochter kreeg. In 1976 erfde hij de baronstitel van zijn vader.
Hij groeide op in de bijzondere wereld van zijn ouders. Enerzijds waren ze rijk, anderzijds hadden ze zich praktisch volledig uit de zakenwereld teruggetrokken, en woonden met hun kinderen in nauw contact met de instituten voor jongeren die door de Stichting Pro Juventute werden opgericht. Dit gold zowel tijdens het schooljaar als tijdens de vakanties die werden doorgebracht in Cagnes-sur-Mer en later in Rosas, Costa Brava.
Een volgehouden professionele activiteit van Michel Empain is niet bekend. Hij werkte mee met zijn vader en hij was freelance journalist. Tegen het einde van zijn leven publiceerde hij enkele plaketten met poëtisch proza.

## Publicaties
- Tressages oeil-noir
  - livre I : La chute des corps, 1995
  - livre II: Quinconce, 1995
  - livre III : L'écharpe d'Iris, 1995
  - livre IV : L'écharpe d'Iris, 1995